# Rourea vulcanicola
Rourea vulcanicola är en tvåhjärtbladig växtart som beskrevs av Enrique Forero. Rourea vulcanicola ingår i släktet Rourea och familjen Connaraceae. Inga underarter finns listade i Catalogue of Life.